# 南川细辛
南川细辛（学名：Asarum nanchuanense）(别名：山花椒）是马兜铃科细辛属的植物，为中国的特有植物。分布在中国大陆的四川等地，生长于海拔700米至1,000米的地区，多生长在林下岩石缝中，目前尚未由人工引种栽培。

## 形态特征
多年生草本，根状茎短；根丛生，稍肉质，直径约2毫米。叶片心形或卵状心形，长5-7.5厘米，宽6-8.5厘米，先端急尖，基部心形，两侧裂片长2-2.5厘米，宽3-3.5厘米，叶面深绿色，中脉两旁有白色云斑，侧脉被短毛，叶背紫红色，有光泽，偶为绿色（四川武隆标本）；叶柄长2.5-7.5厘米，芽苞叶阔卵形，长2厘米，宽1.8厘米；边缘有睫毛。花紫色；花梗长1.5厘米；花被管钟状，长2-2.5厘米，直径约2厘米，喉部稍缢缩，膜环不甚明显，内壁有纵行脊皱，花被裂片宽卵形，长和宽均约1.5厘米，基部有直径仅约2毫米的垫状斑块或稀疏乳突状皱褶；药隔伸出成短锥尖；子房半下位，花柱6，顶端微凹，柱头侧生。花期5月。
产于四川东部。生于林下岩石缝中。
本种与大叶马蹄香相似，但本种的花被管外面无环突，花被裂片垫状斑块极小或只有稀疏乳突状皱褶，叶背通常紫色可以区别。